# Slenjufjall
Slenjufjall är ett berg i republiken Island. Det ligger i regionen Austurland, 400 km öster om huvudstaden Reykjavík. Toppen på Slenjufjall är 903 meter över havet.
Trakten runt Slenjufjall är nära nog obefolkad, med mindre än två invånare per kvadratkilometer. Närmaste större samhälle är Egilsstaðir, omkring 17 kilometer nordväst om Slenjufjall. Trakten runt Slenjufjall består i huvudsak av gräsmarker.